# Saint-Pierre-de-l'Isle

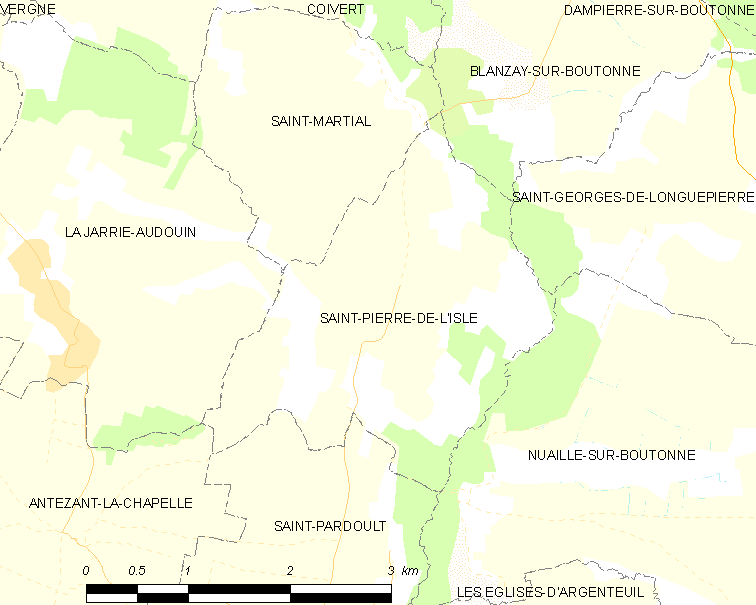
Le plan de la commune.

Saint-Pierre-de-l'Isle est une commune du Sud-Ouest de la France située dans le département de la Charente-Maritime, en région Nouvelle-Aquitaine.
Ses habitants sont appelés les Islitiens et les Islitiennes.

## Géographie

### Communes limitrophes
|                      | Saint-Martial          | Blanzay-sur-Boutonne          |
| La Jarrie-Audouin    | Saint-Pierre-de-l'Isle | Saint-Georges-de-Longuepierre |
| Antezant-la-Chapelle | Saint-Pardoult         | Nuaillé-sur-Boutonne          |

## Urbanisme

### Typologie
Au 1er janvier 2024, Saint-Pierre-de-l'Isle est catégorisée commune rurale à habitat très dispersé, selon la nouvelle grille communale de densité à 7 niveaux définie par l'Insee en 2022.
Elle est située hors unité urbaine. Par ailleurs la commune fait partie de l'aire d'attraction de Saint-Jean-d'Angély, dont elle est une commune de la couronne,. Cette aire, qui regroupe 37 communes, est catégorisée dans les aires de moins de 50 000 habitants,.

### Occupation des sols
L'occupation des sols de la commune, telle qu'elle ressort de la base de données européenne d’occupation biophysique des sols Corine Land Cover (CLC), est marquée par l'importance des territoires agricoles (85,2 % en 2018), une proportion sensiblement équivalente à celle de 1990 (84,6 %). La répartition détaillée en 2018 est la suivante : 
terres arables (53,5 %), zones agricoles hétérogènes (30,9 %), forêts (14,4 %), prairies (0,8 %), milieux à végétation arbustive et/ou herbacée (0,5 %). L'évolution de l’occupation des sols de la commune et de ses infrastructures peut être observée sur les différentes représentations cartographiques du territoire : la carte de Cassini (XVIIIe siècle), la carte d'état-major (1820-1866) et les cartes ou photos aériennes de l'IGN pour la période actuelle (1950 à aujourd'hui).

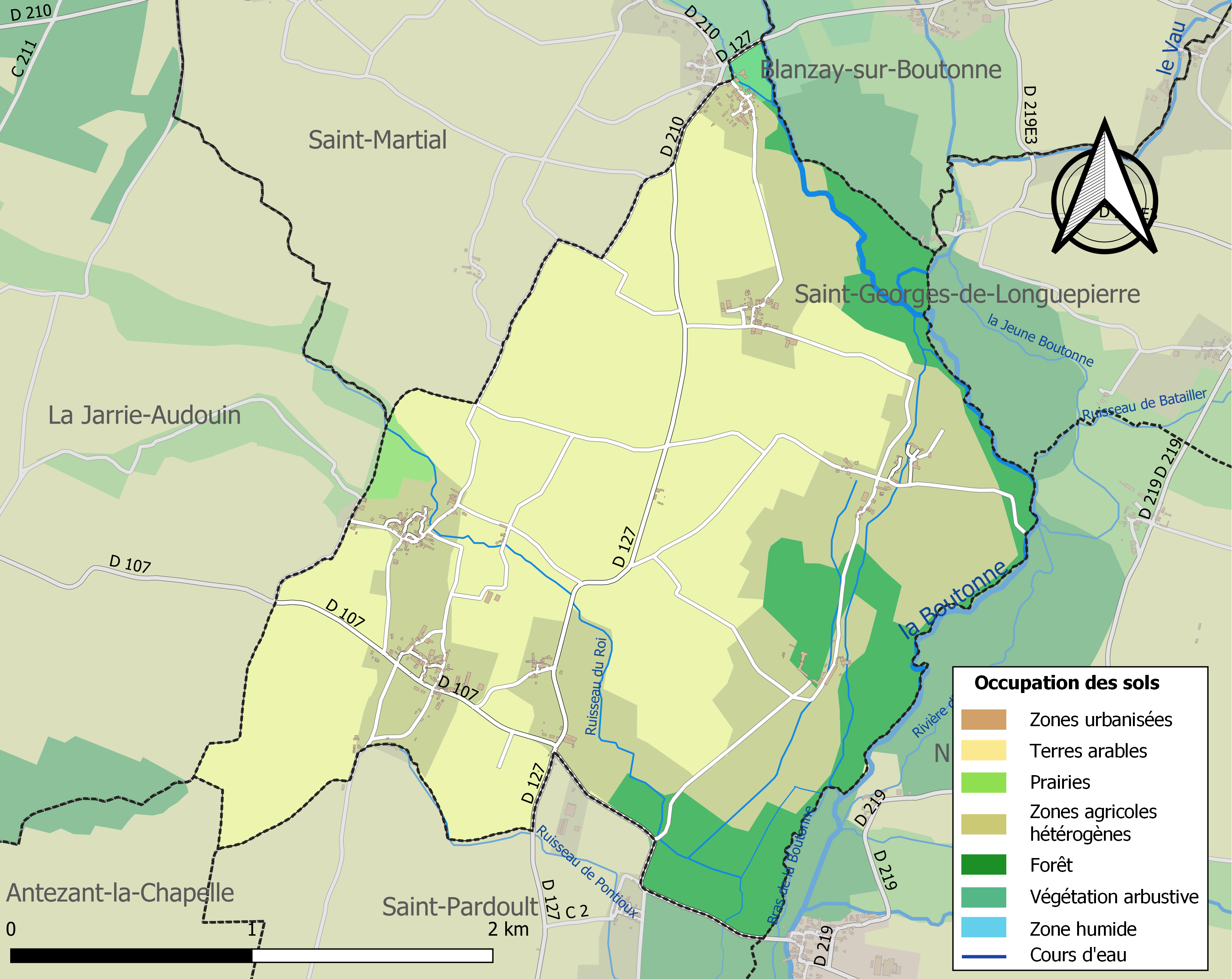
Carte des infrastructures et de l'occupation des sols de la commune en 2018 (CLC).

### Risques majeurs
Le territoire de la commune de Saint-Pierre-de-l'Isle est vulnérable à différents aléas naturels : météorologiques (tempête, orage, neige, grand froid, canicule ou sécheresse), inondations, mouvements de terrains et séisme (sismicité modérée). Il est également exposé à un risque technologique,  le transport de matières dangereuses. Un site publié par le BRGM permet d'évaluer simplement et rapidement les risques d'un bien localisé soit par son adresse soit par le numéro de sa parcelle.

#### Risques naturels
Certaines parties du territoire communal sont susceptibles d’être affectées par le risque d’inondation par débordement de cours d'eau, notamment la Boutonne. La commune a été reconnue en état de catastrophe naturelle au titre des dommages causés par les inondations et coulées de boue survenues en 1982, 1993, 1999 et 2010,.

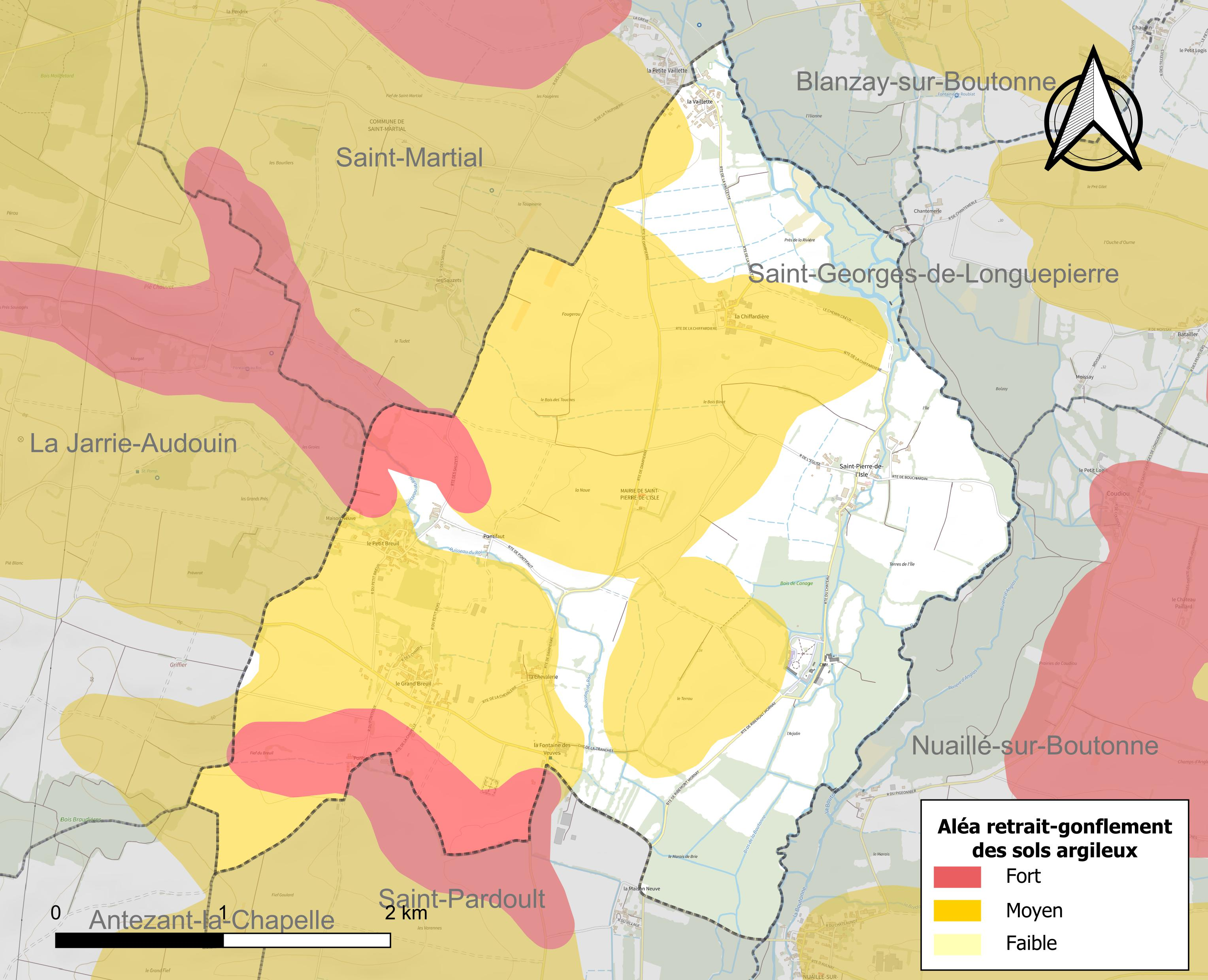
Carte des zones d'aléa retrait-gonflement des sols argileux de Saint-Pierre-de-l'Isle.

Les mouvements de terrains susceptibles de se produire sur la commune sont des tassements différentiels.
Le retrait-gonflement des sols argileux est susceptible d'engendrer des dommages importants aux bâtiments en cas d’alternance de périodes de sécheresse et de pluie. 60,4 % de la superficie communale est en aléa moyen ou fort (54,2 % au niveau départemental et 48,5 % au niveau national). Sur les 142 bâtiments dénombrés sur la commune en 2019,  93 sont en aléa moyen ou fort, soit 65 %, à comparer aux 57 % au niveau départemental et 54 % au niveau national. Une cartographie de l'exposition du territoire national au retrait gonflement des sols argileux est disponible sur le site du BRGM,.
Par ailleurs, afin de mieux appréhender le risque d’affaissement de terrain, l'inventaire national des cavités souterraines permet de localiser celles situées sur la commune.
Concernant les mouvements de terrains, la commune a été reconnue en état de catastrophe naturelle au titre des dommages causés par la sécheresse en 1989, 1992 et 2005 et par des mouvements de terrain en 1999 et 2010.

#### Risques technologiques
Le risque de transport de matières dangereuses sur la commune est lié à sa traversée par une ou des infrastructures routières ou ferroviaires importantes ou la présence d'une canalisation de transport d'hydrocarbures. Un accident se produisant sur de telles infrastructures est susceptible d’avoir des effets graves sur les biens, les personnes ou l'environnement, selon la nature du matériau transporté. Des dispositions d’urbanisme peuvent être préconisées en conséquence.

## Toponymie
Le nom de la commune a pour origine la référence à saint Pierre, à qui la paroisse avait été dédiée.

## Histoire
Le 8 juillet 2010, le Premier ministre autorise le changement de nom de la commune : Saint-Pierre-de-l'Île devient Saint-Pierre-de-l'Isle. Cet acte devient officiel le 1er janvier 2011.

## Administration

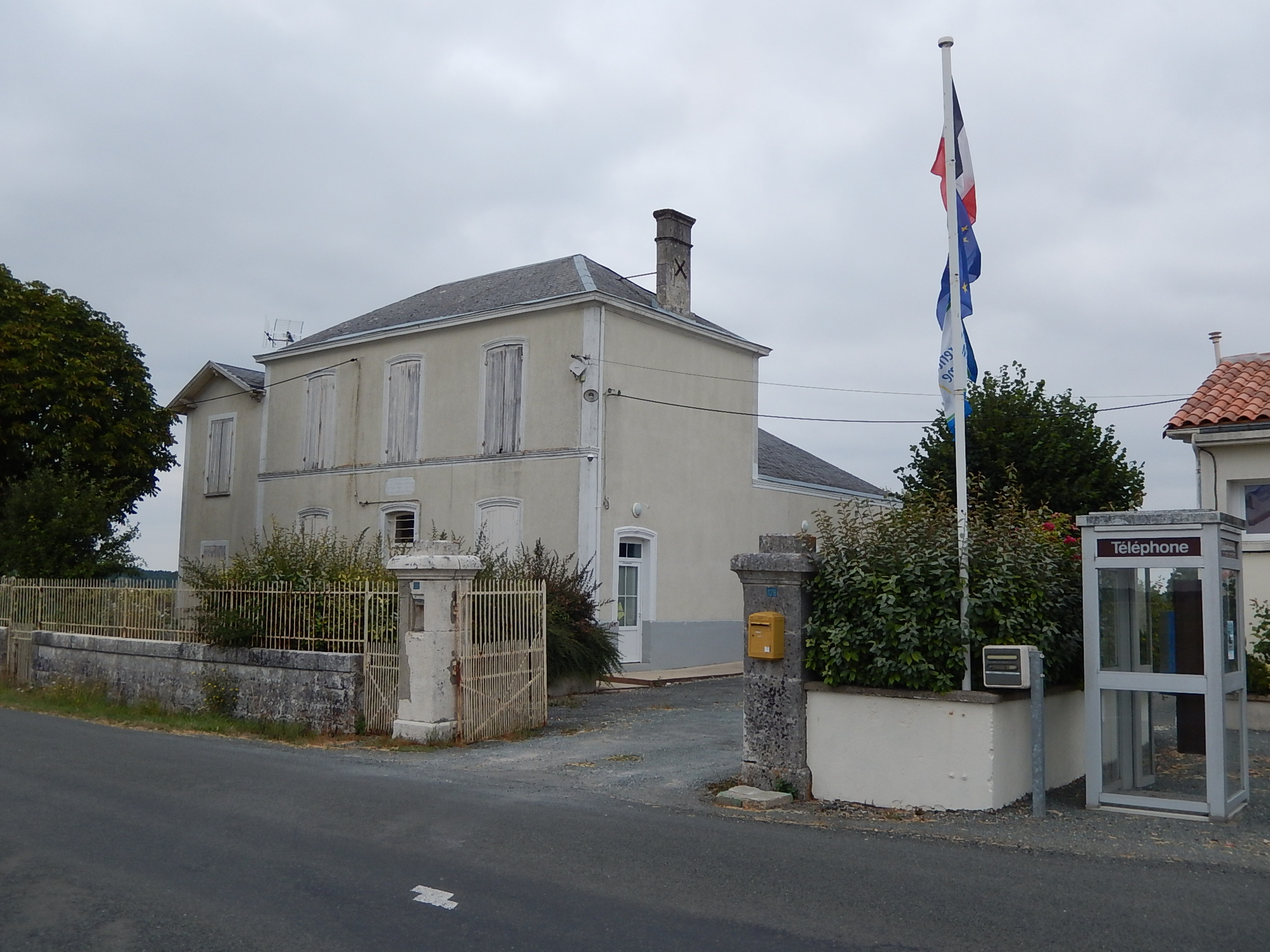
La mairie de Saint-Pierre-de-l'Isle.

### Liste des maires
| Période                                  | Période  | Identité              | Étiquette | Qualité                    |
| ---------------------------------------- | -------- | --------------------- | --------- | -------------------------- |
| 2001                                     | 2020     | Jean-Pierre Chatelier | PS        | Retraité Fonction publique |
| 2020                                     | en cours | Michel Lalaizon       |           | ancien ouvrier             |
| Les données manquantes sont à compléter. |          |                       |           |                            |

## Population et société

### Démographie

#### Évolution démographique
L'évolution du nombre d'habitants est connue à travers les recensements de la population effectués dans la commune depuis 1793. Pour les communes de moins de 10 000 habitants, une enquête de recensement portant sur toute la population est réalisée tous les cinq ans, les populations de référence des années intermédiaires étant quant à elles estimées par interpolation ou extrapolation. Pour la commune, le premier recensement exhaustif entrant dans le cadre du nouveau dispositif a été réalisé en 2004.

En 2022, la commune comptait 268 habitants, en évolution de +0,75 % par rapport à 2016 (Charente-Maritime : +4,04 %, France hors Mayotte : +2,11 %).
| 1793 | 1800 | 1806 | 1821 | 1831 | 1836 | 1841 | 1846 | 1851 |
| ---- | ---- | ---- | ---- | ---- | ---- | ---- | ---- | ---- |
| 415  | 401  | 488  | 505  | 560  | 590  | 580  | 559  | 581  |

| 1856 | 1861 | 1866 | 1872 | 1876 | 1881 | 1886 | 1891 | 1896 |
| ---- | ---- | ---- | ---- | ---- | ---- | ---- | ---- | ---- |
| 549  | 543  | 546  | 537  | 555  | 522  | 475  | 508  | 465  |

| 1901 | 1906 | 1911 | 1921 | 1926 | 1931 | 1936 | 1946 | 1954 |
| ---- | ---- | ---- | ---- | ---- | ---- | ---- | ---- | ---- |
| 424  | 363  | 358  | 368  | 344  | 343  | 351  | 347  | 336  |

| 1962 | 1968 | 1975 | 1982 | 1990 | 1999 | 2006 | 2009 | 2014 |
| ---- | ---- | ---- | ---- | ---- | ---- | ---- | ---- | ---- |
| 440  | 350  | 277  | 311  | 293  | 262  | 234  | 270  | 260  |

| 2019 | 2022 | - | - | - | - | - | - | - |
| ---- | ---- | - | - | - | - | - | - | - |
| 259  | 268  | - | - | - | - | - | - | - |

## Lieux et monuments

### Église Saint-Pierre-ès-Liens
XIIe siècle - XVe siècle, inscrite aux monuments historiques en 1996

### Château de Mornay
Le château et un parc sont classés aux monuments historiques en 1949.

### Autre patrimoine
- Un tombeau, celui de la famille Soulet, en face de l'église.
- Un lavoir, situé au lieu-dit « la Fontaine des Veuves ».
- Dans le même lieu-dit, une laiterie coopérative, inscrite à l'inventaire général du patrimoine culturel pour sa « machine de fabrication »[21].

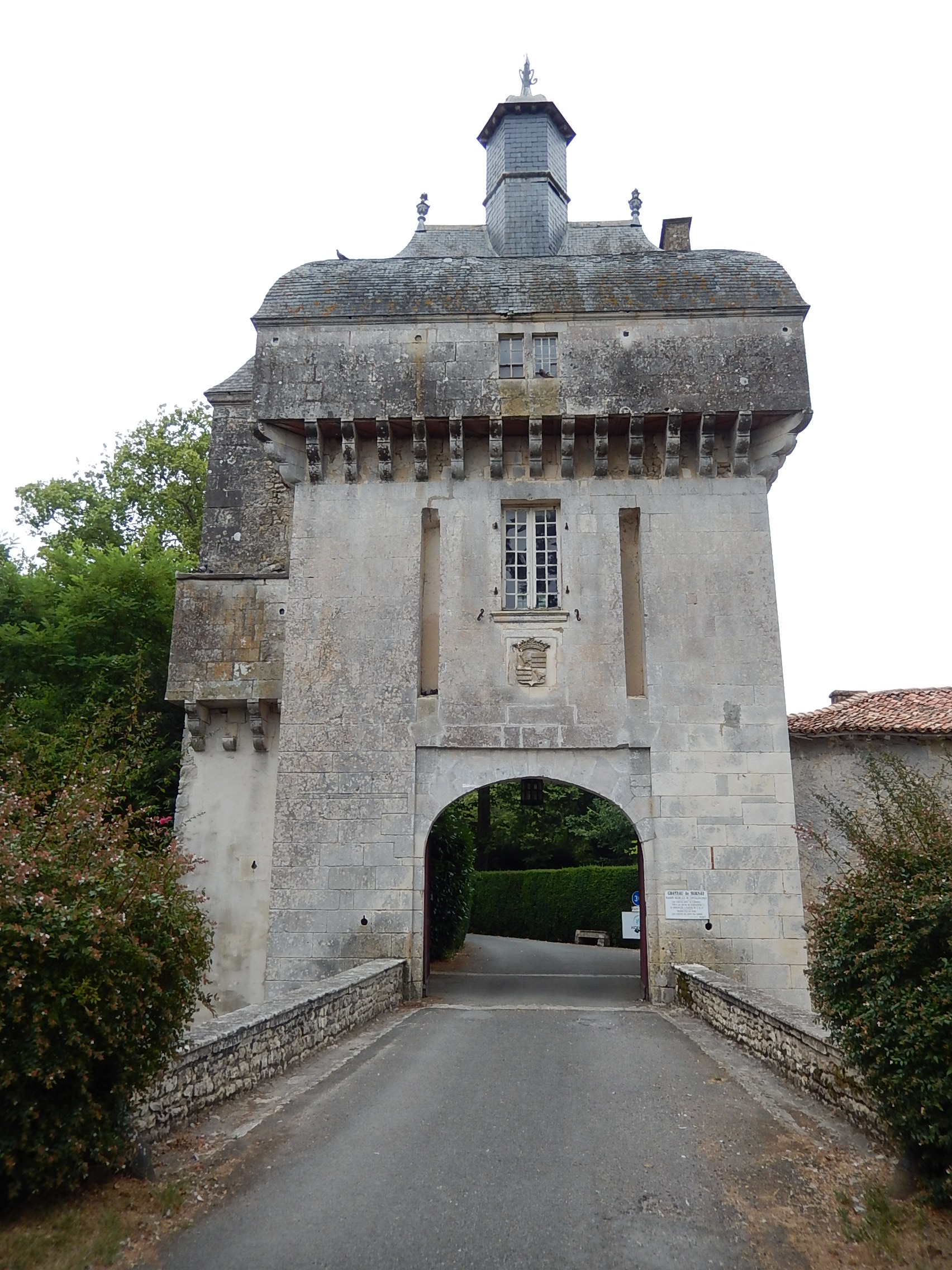
La tour impériale du château de Mornay.
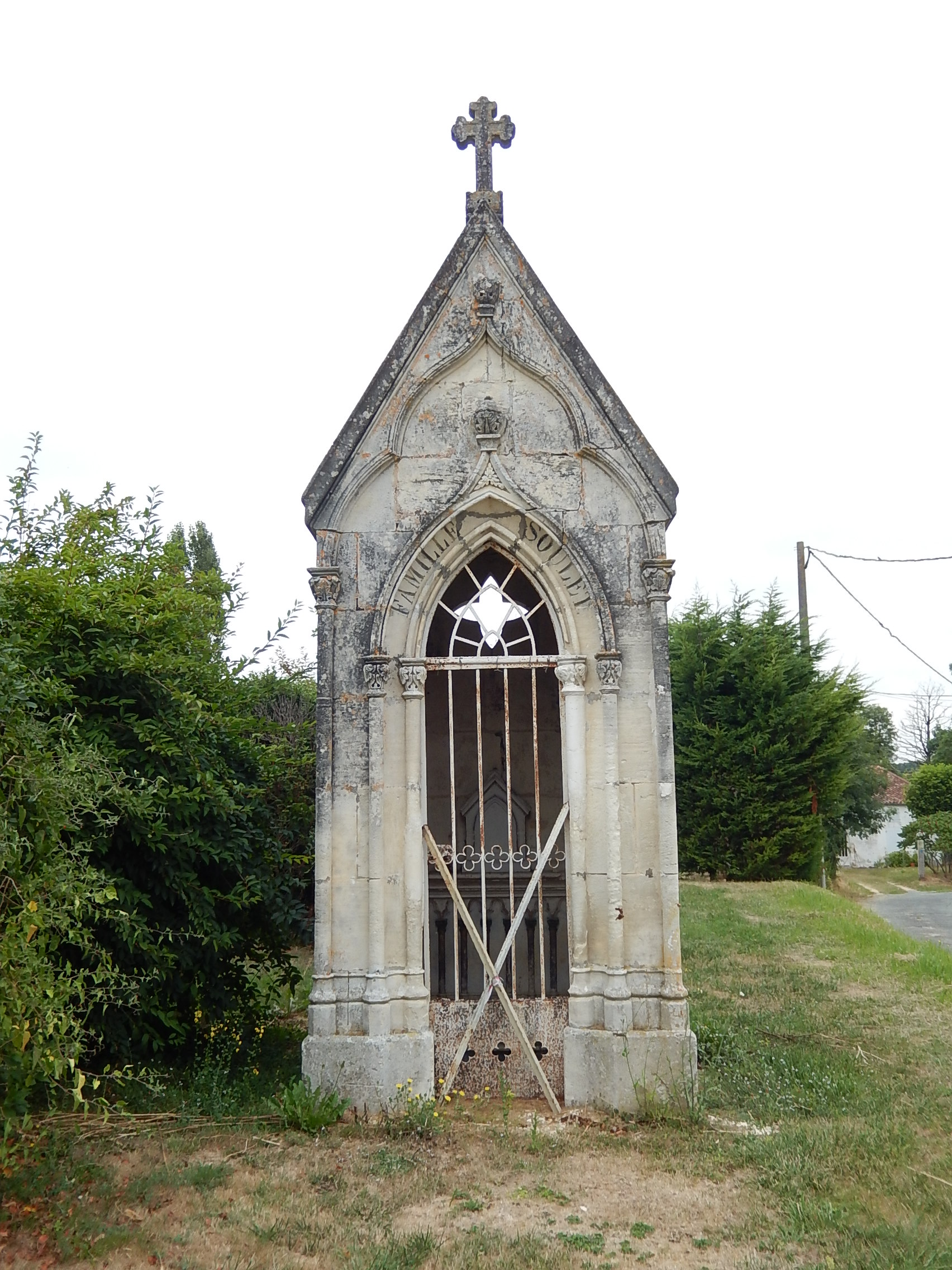
Le tombeau de la famille Soulet.
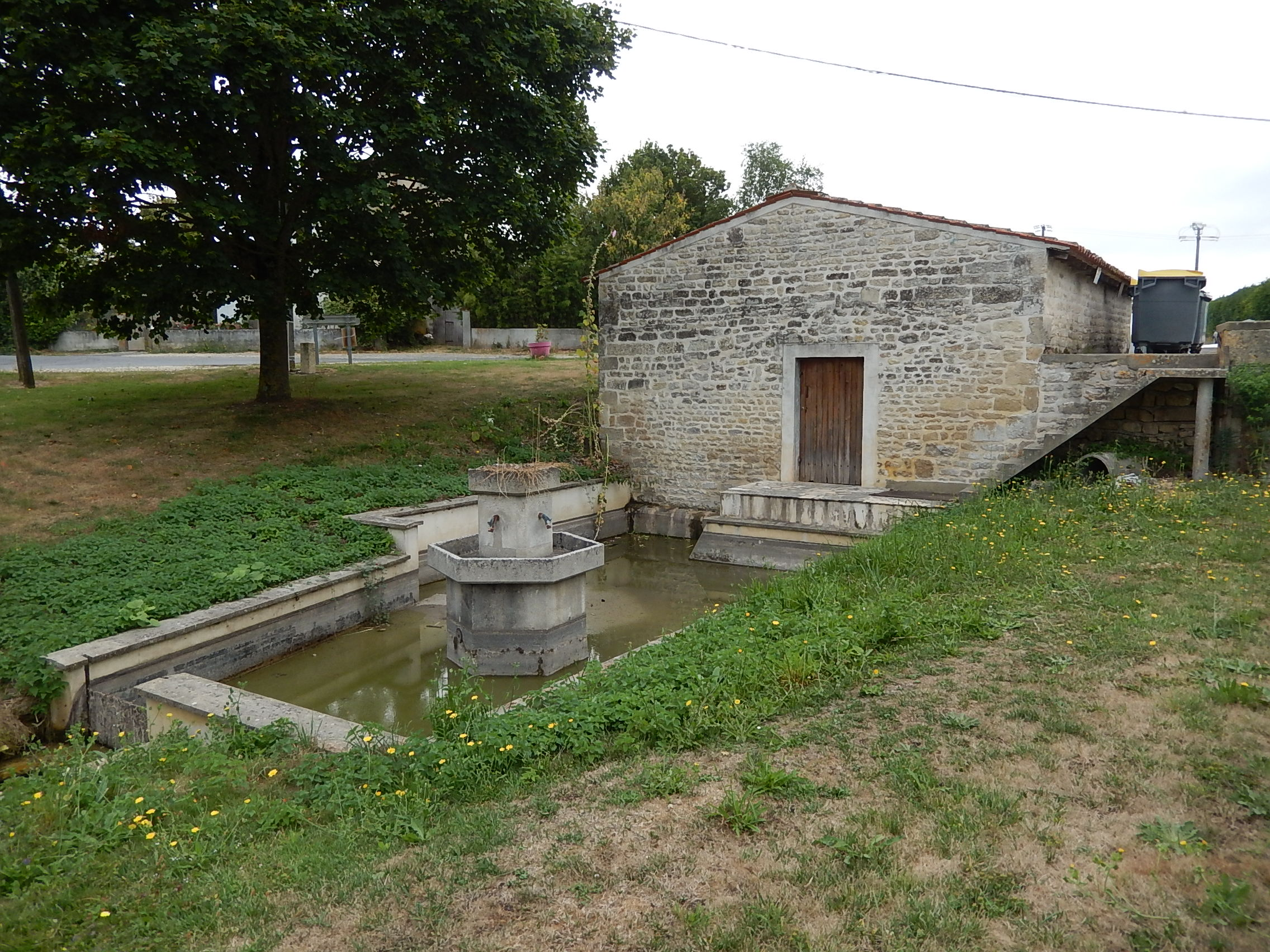
Le lavoir de la Fontaine aux Veuves.

## Personnalités liées à la commune
- Jean-Louis Toussaint Minot (1772-1837), général des armées de la République et de l'Empire, né à Tallud (Deux-Sèvres), député en 1830 de la Charente-Inférieure, décédé dans la commune.
- Samuel Gaumain (1915-2010), évêque catholique français né le 4 janvier 1915 à Saint-Pierre-de-l'Isle.